# Aileu (município)

Bandeira da Aileu

Aileu é um dos 13 municípios administrativos de Timor-Leste, localizado a sul de Díli, a capital do país. Possui 44325 habitantes (2010), uma área de 729 km² e uma densidade demográfica de 61 h/km². A sua capital é a cidade de Aileu.
Aileu localiza-se no noroeste de Timor-Leste e é um dos dois municípios sem acesso ao mar.
Aileu fazia inicialmente parte do concelho de Díli e só foi autonomizado nos últimos anos da administração portuguesa.

## Subdistritos
O município de Aileu inclui actualmente os postos administrativos de:
- Aileu,
- Laulara,
- Liquidoe
- Remexio.

Os 4 postos administrativos são compostos por 31 sucos e 135 aldeias.